# San Juan ante la Puerta Latina (título cardenalicio)
El título cardenalicio de San Juan ante la Puerta Latina (en latín: S. Giovanni a Porta Latina ) fue instaurado por el papa León X el 6 de julio de 1517. Actualmente ocupa la titularidad el cardenal Adalberto Martínez Flores, primer purpurado de nacionalidad paraguaya

## Titulares
- Josef Frings (1946 - 1978)
- Franciszek Macharski (1979-2016)
- Renato Corti (2016-12 de mayo de 2020)
- Adalberto Martínez Flores (27 de agosto de 2022)